# Ramonda prunaria
Ramonda prunaria là một loài ruồi trong họ Tachinidae.